# Смолвуд (Њујорк)
Смолвуд (енгл. Smallwood) насељено је место без административног статуса у америчкој савезној држави Њујорк.

## Демографија
По попису из 2010. године број становника је 580, што је 14 (2,5%) становника више него 2000. године.
| Група             | 2000.       | 2010.       |
| Белци             | 533 (94,2%) | 510 (87,9%) |
| Афроамериканци    | 5 (0,9%)    | 13 (2,2%)   |
| Азијати           | 0 (0,0%)    | 2 (0,3%)    |
| Хиспаноамериканци | 20 (3,5%)   | 39 (6,7%)   |
| Укупно            | 566         | 580         |